# ユージン・フォン・ゲラード
ユージン・フォン・ゲラード（Eugene von Guerard、ドイツ語名: オイゲン・フォン・ゲラルト:Johann Joseph Eugen von Guérard、1811年11月19日 - 1901年4月17日）はオーストリア生まれの画家である。1852年にオーストラリアに渡り、オーストラリアの風景を描き、オーストラリアの画家を教えた。

## 略歴
ウィーンで生まれた。父親はデュッセルドルフ生まれの、肖像画家、ミニアチュール画家のベルンハルト・フォン・ゲラルト(Bernhard von Guérard: 1771 or 1777-1836)でウィーン宮廷などで働き、フランス風の名前エミール・ベルナール・シュヴァリエ・ド・ゲラール(Emile Bernhard Chevalier de Guérard)と名乗ることもあった。1820年代の後半から父親はイタリアで働くようになり、ヴェネツィアなどで働いた後、1836年にナポリで病死した。
ユージン・フォン・ゲラードは1838年から1851年まで、デュッセルドルフに住み、1841年から1847年の間は風景画家のヨハン・ヴィルヘルム・シルマー(1807-1863)のもとで修行し
、 1848年から1851/52年の間、デュッセルドルフの美術家協会、「Malkasten」の会員であった。.
1851年にオーストラリアで「ゴールドラッシュ」が起こり、1852年にゲラールはオーストラリアに渡り、金探しをしたが成功しなかった。1854年にメルボルンでデュッセルドルフ出身の女性と結婚した。オーストリアやニュージーランドを旅して、絵を描き、1860年代の初めには、オーストラリアで風景画家として知られるようになった。オーストラリアに駐留した軍人の尽力で、作品は1862年のロンドン万国博覧会で展示された。1876年のフィラデルフィア万国博覧会にもオーストラリアを代表する画家として作品が出展された。
1870年にメルボルンのビクトリア州の美術館に最初の美術教師として雇われた。ここで1881年まで教え続け、ゲラードが教えた学生には、フレデリック・マッカビンやトム・ロバーツがいる。
1882年にヨーロッパに戻った。1891年に妻が亡くなり、1893年にオーストラリア銀行の破綻により貯金を失い、貧困のうちにロンドンで没した
。

## 作品

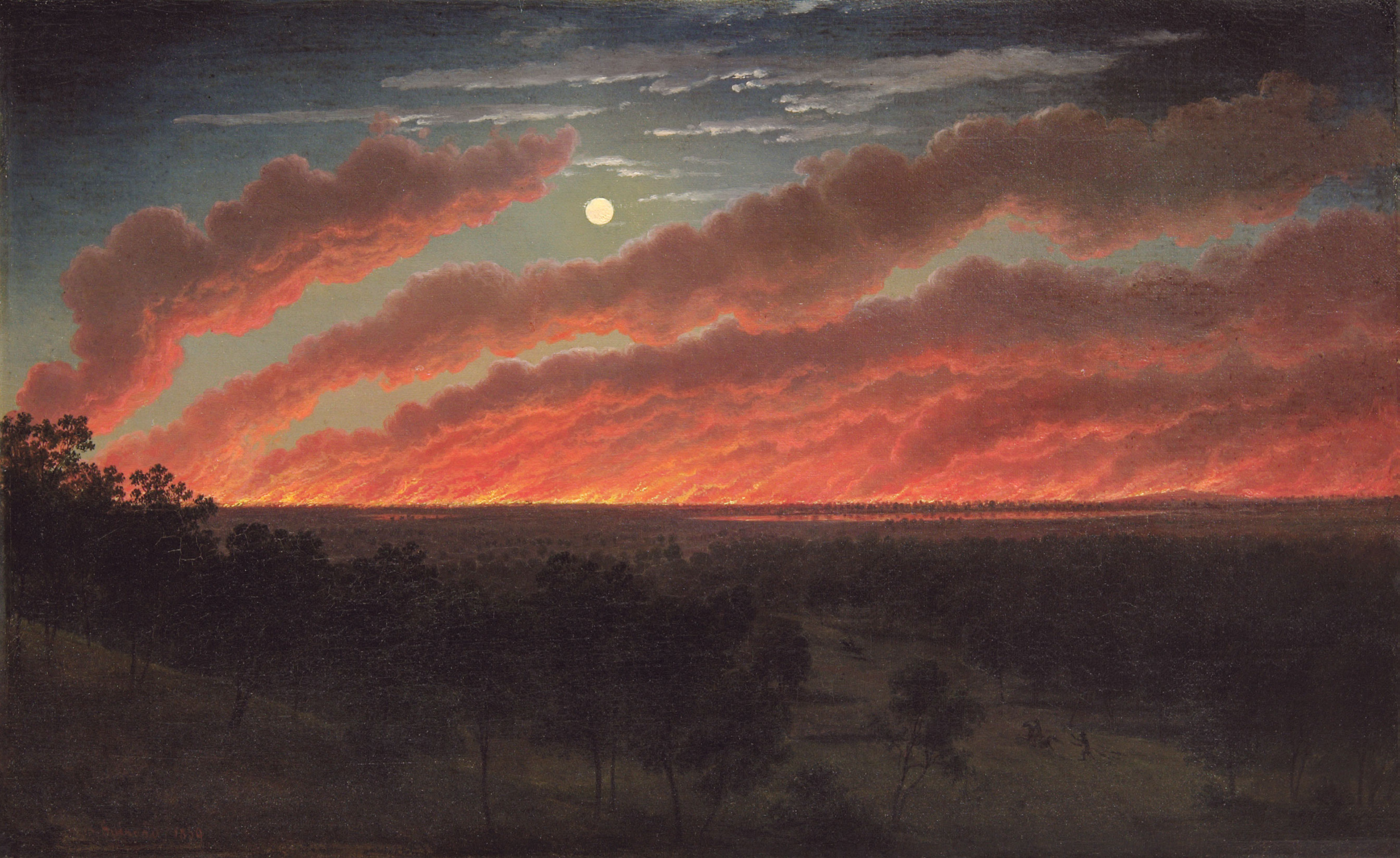
ビクトリア州の平原の森林火災
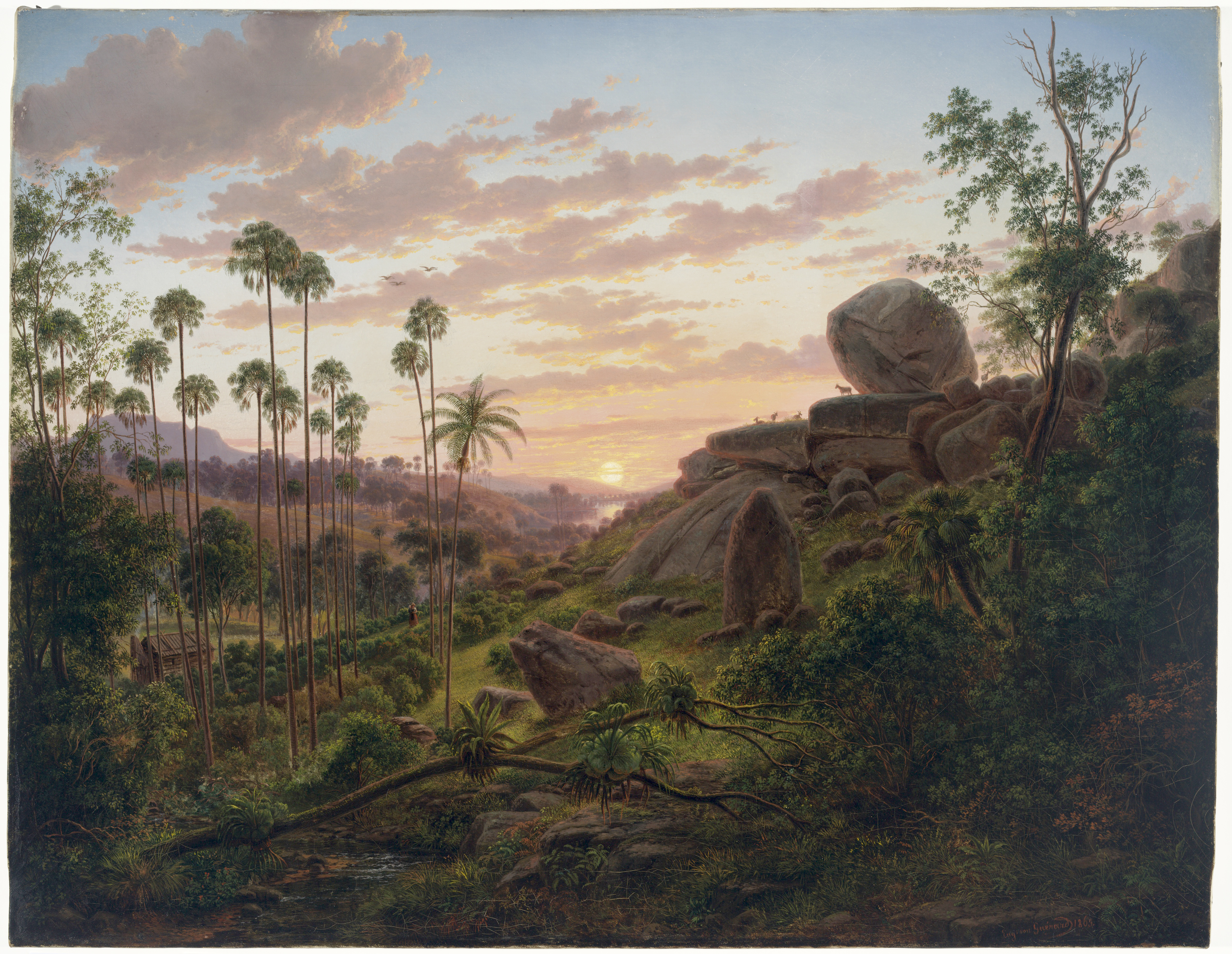
ニューサウスウェールズの夕暮れ
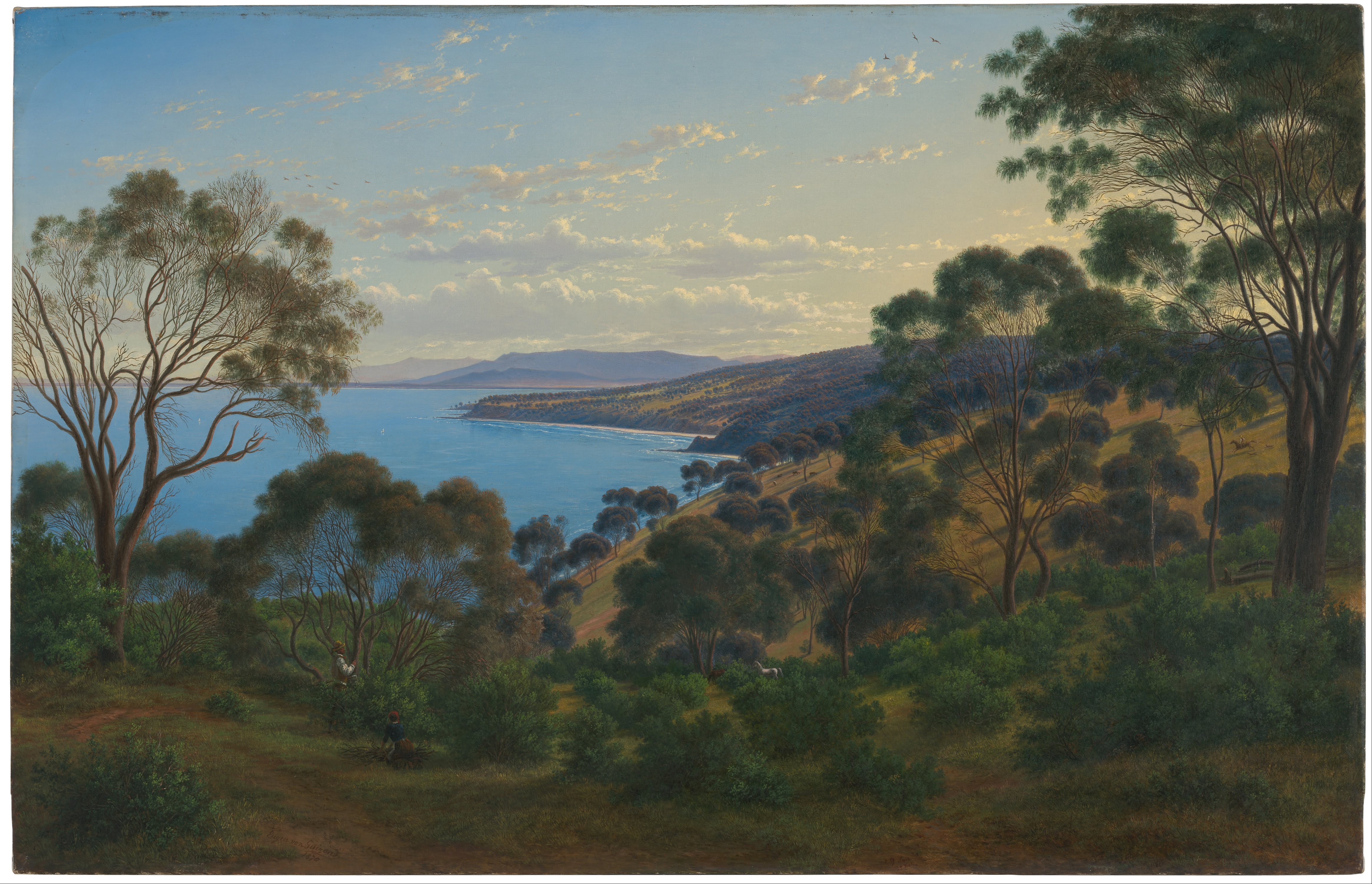
"Dandenong Ranges from Beleura"
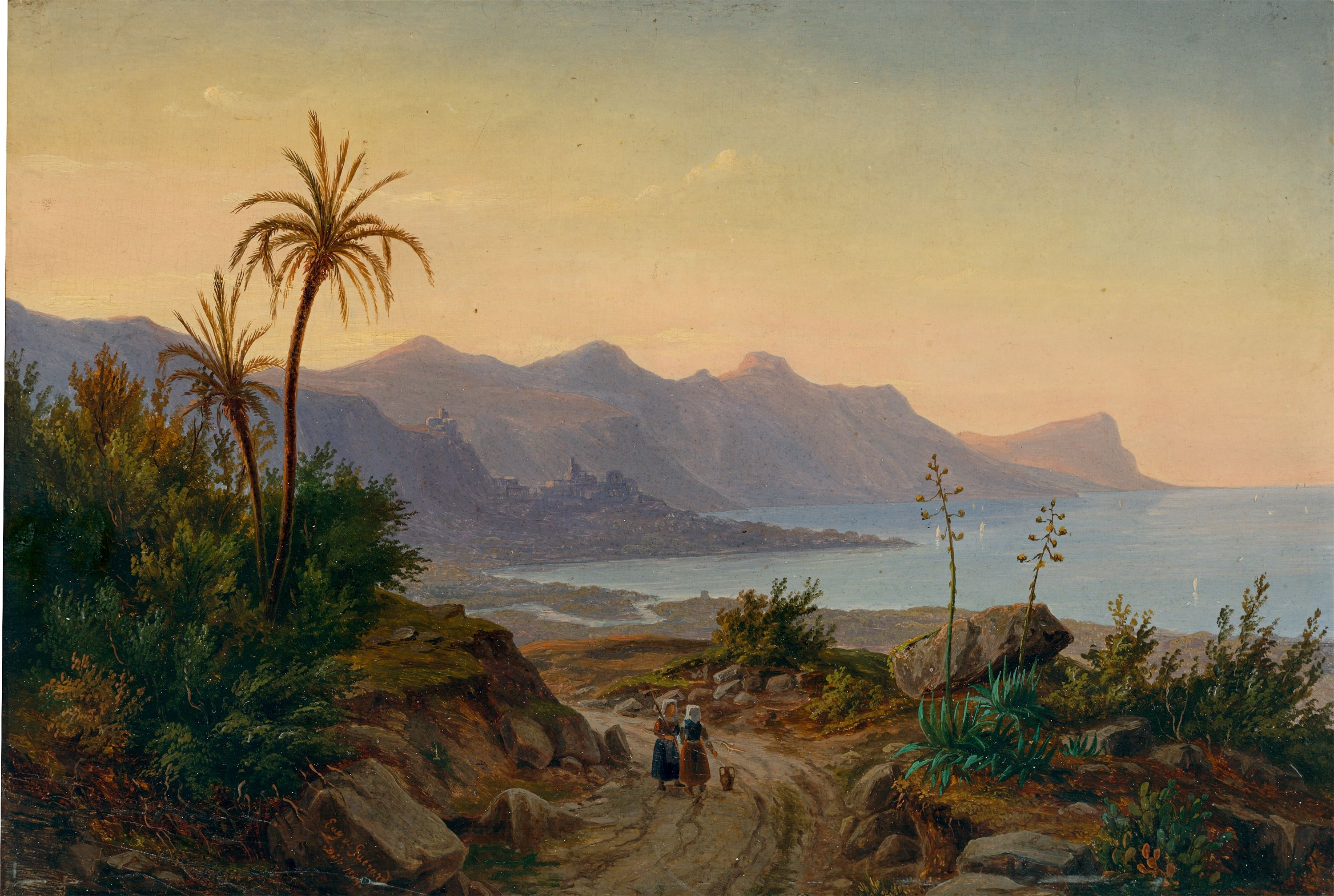
オーストラリアの海岸の風景